# Onthophagus impurus
Onthophagus impurus är en skalbaggsart som beskrevs av Edgar von Harold 1868. Onthophagus impurus ingår i släktet Onthophagus och familjen bladhorningar. Inga underarter finns listade i Catalogue of Life.